# Perły naturalne

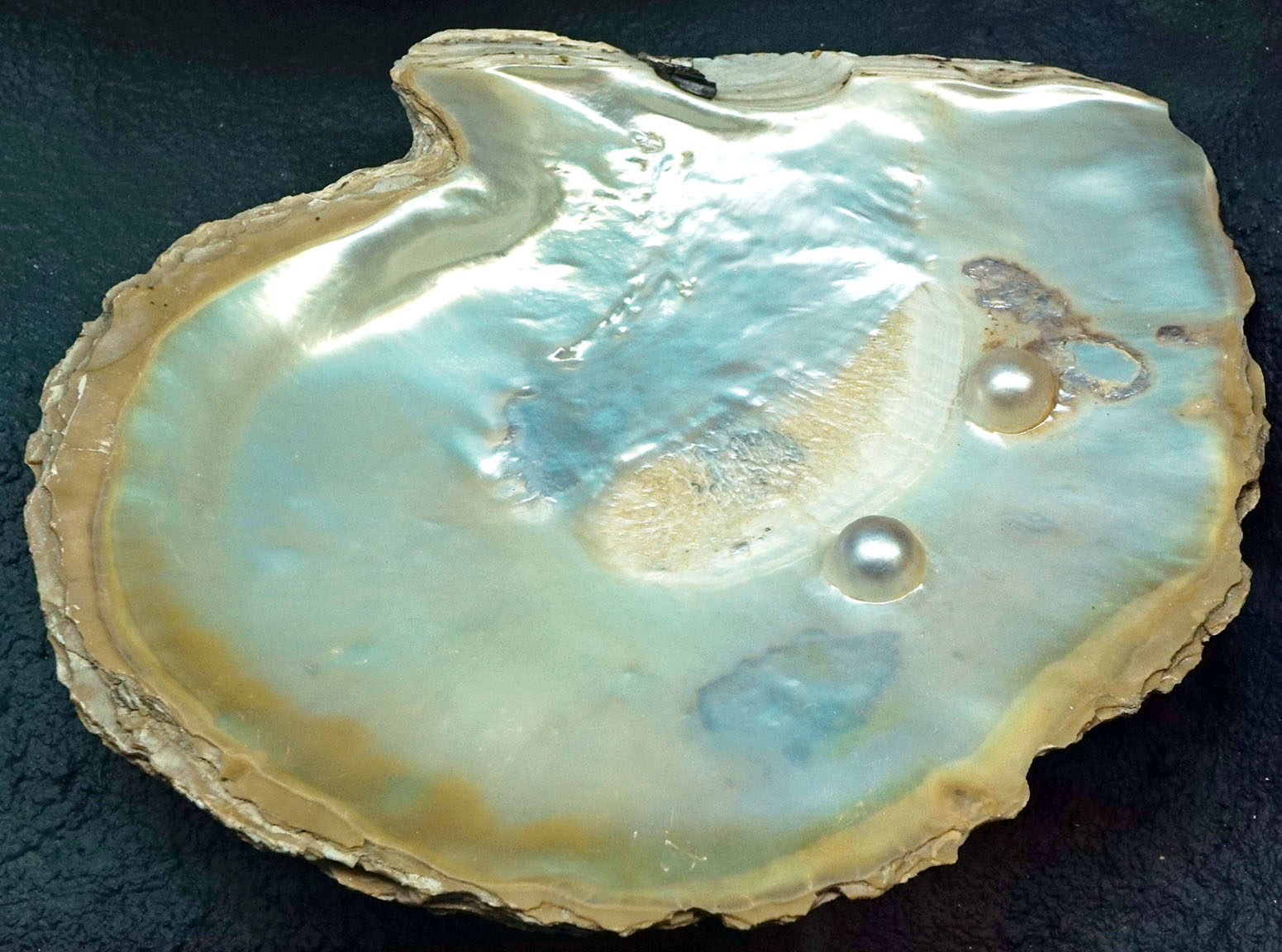
Muszla i perły perłopławu indyjskiego

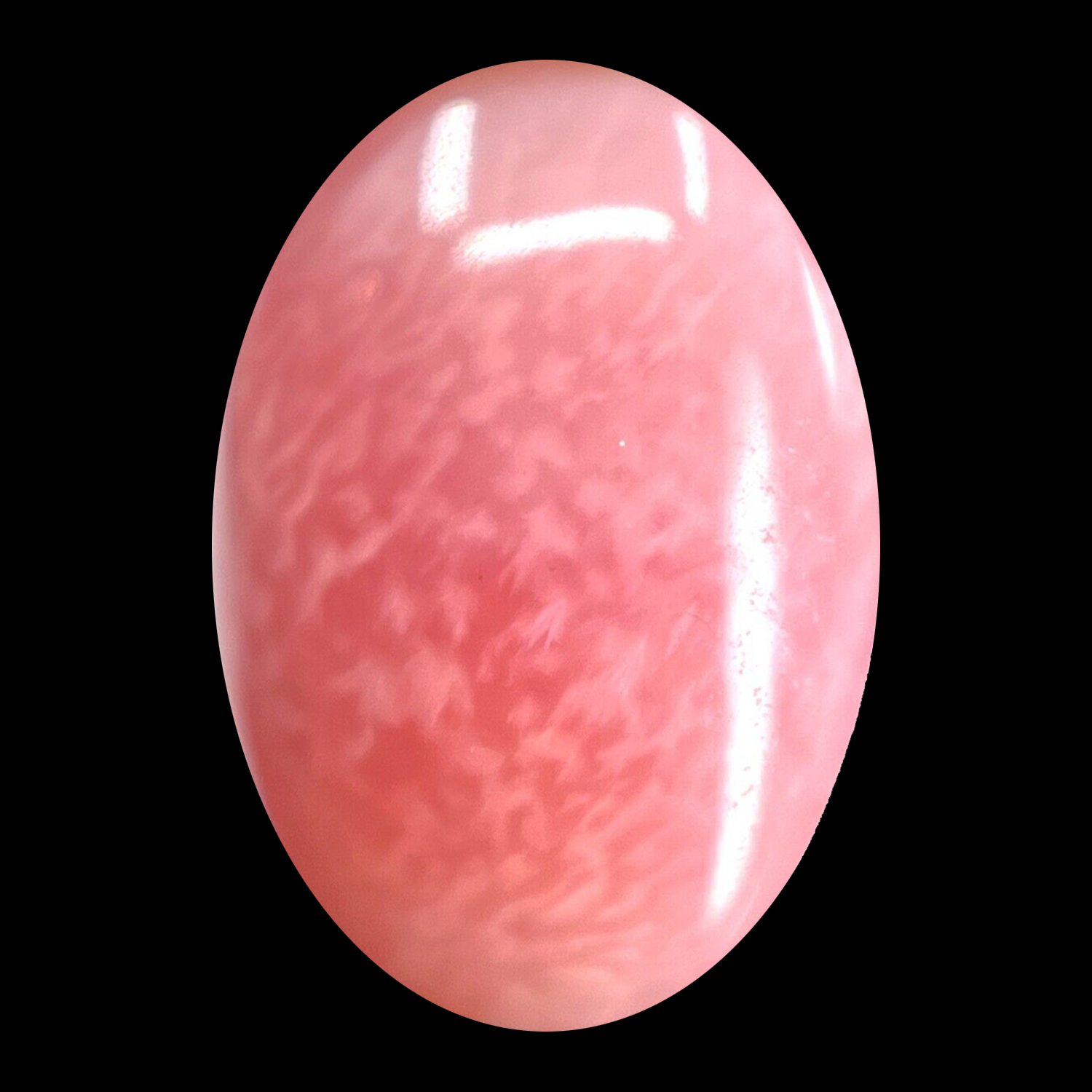
Perła ślimaka morskiego

Perły naturalne lub perły prawdziwe – kuliste lub o nieregularnym kształcie lśniące wytwory powstające przypadkowo w płaszczu pewnych gatunków dziko żyjących małży słono- lub słodkowodnych i sporadycznie także niektórych ślimaków morskich, gdy nastąpi wniknięcie ciała stałego lub zranienie w obrębie mięśni czy tkanek w muszli; stosowane w jubilerstwie i klasyfikowane jako naturalne kamienie jubilerskie pochodzenia organicznego – zwierzęcego. Perły naturalne, czyli powstałe bez jakiejkolwiek ingerencji człowieka, są bardzo rzadkie, dlatego na rynku jubilerskim wykorzystywane są przede wszystkim perły hodowane i imitacje pereł. Były cenione już w dawnych cywilizacjach, egipskiej, rzymskiej, perskiej, chińskiej.

## Nazwa
Nazwa „perła” pochodzi od łacińskiego słowa perula, które z kolei prawdopodobnie pochodzi od łacińskiego wyrazu pirum (gruszka), wskazującego na gruszkowaty kształt pereł, który później przeistoczył się w perum i zapoczątkował średniowiecznołacińskie zdrobnienie perula (mała gruszka). 
W klasycznej łacinie perły nazywano unio lub z greckiego margarita. Pliniusz Starszy wyjaśnił pochodzenie nazwy unio tym, że każda perła była unikatowa, wszystkie były inne. Dodatkowo wyraźnie rozdzielił znaczenie obu słów, nazywając duże, okrągłe, piękne perły margaritae, a te małe o nieregularnym kształcie unio. Ammianus Marcellinus twierdził, że perły były nazywane uniones, ponieważ najlepsze były znajdowane pojedynczo w muszli, zaś wg Solinusa zawsze były znajdowane jako pojedyncze egzemplarze. Claudius Salmasius widział pochodzenie wyrazu unio w onion (cebula), która zawsze wyrastała z pojedynczej bulwy. W 1634 roku w angielskim przekładzie dzieła Pliniusza Starszego Philemon Holland użył słowa pearl (perła) jako ekwiwalentu dla margarita i unio łącznie.

## Historia

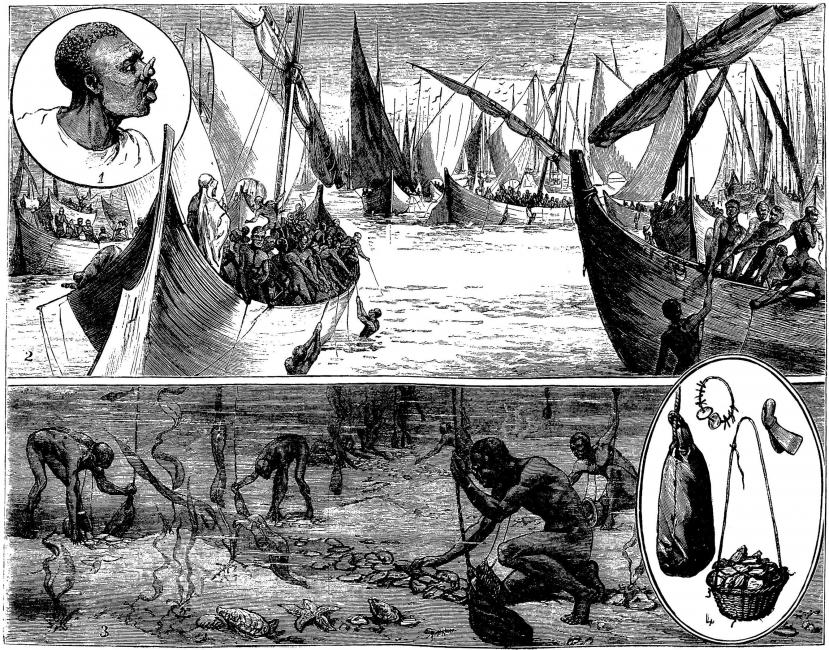
Łowienie perłopławów w Zatoce Perskiej: łodzie, nurkowie i sprzęt na drzeworycie z 1881 roku

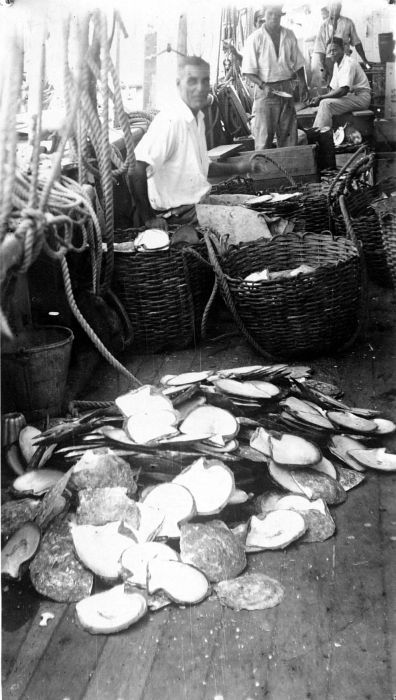
Perłopławy na pokładzie statku w wodach Indonezji, 1931 rok

Perły były cenione nie tylko w Europie, ale także m.in. w Meksyku od przynajmniej 8500 lat, regionie Zatoki Perskiej od co najmniej 8000 lat i przez australijskich Aborygenów od najmniej 2000 lat. Najstarszy znaleziony przez archeologów perłowy naszyjnik, liczący 216 pereł i datowany na nie później niż IV wiek p.n.e., pochodził z Suzy. Uważa się, że jednym z motywów, dla którego Juliusz Cezar, wielki miłośnik pereł, dokonał inwazji terenów dzisiejszej Wielkiej Brytanii, było uzyskanie dostępu do szkockich rzek, w których poławiano małże w celu pozyskania pereł słodkowodnych. Juliusz Cezar wydał także zarządzenie, zgodnie z którym perły mogły nosić jedynie kobiety powyżej pewnej rangi społecznej. 
Przez cały okres średniowiecza, a zwłaszcza wraz z nadejściem renesansu w Europie, perły były drogocennym i trudno dostępnym towarem. Istniał więc popyt na ich imitacje. Recepturę imitacji pereł opracował w 1480 roku Leonardo da Vinci: drobne perły należało rozpuścić w odpowiedniej ilości soku z cytryny, aby otrzymać konsystencję pasty, po czym wysuszyć, a uzyskany proszek wymieszać z białkiem jaja, które odgrywało rolę środka wiążącego, uformować „perły” i na końcu wypolerować, aby wzmocnić połysk. Dzięki odkryciu na początku XVI wieku Nowego Świata do Europy przywożono statkami olbrzymie ilości pereł z łowisk wokół obu Ameryk, co diametralnie zwiększyło podaż pereł na rynku europejskim. Perły stały się klejnotami powszechnie noszonymi przez członków rodzin królewskich.
Oprócz pereł słonowodnych, na perły poławiano także perłorodne małże słodkowodne, aczkolwiek perły słonowodne były preferowane na całym świecie. W XVI i XVII wieku w Polsce na Dolnym Śląsku odławiano perłoródkę rzeczną, bytującą w sudeckich rzekach i potokach, w celu pozyskiwania z niej pereł. W Miłoszowie, Pobiednej i Leduchowie działały szlifiernie pereł, w których obrabiano (czyszczono i polerowano) zebrane perły. Skorupy muszli mielono. Ich proszek był w owych czasach medykamentem na oparzenia. Perłoródka rzeczna już w latach 30. XX wieku najprawdopodobniej wyginęła na terenie Dolnego Śląska. Do jej wyginięcia przyczynił się m.in. rabunkowy połów, który prowadzony był także w celach konsumpcyjnych oraz wykorzystania małży jako paszy dla trzody chlewnej.

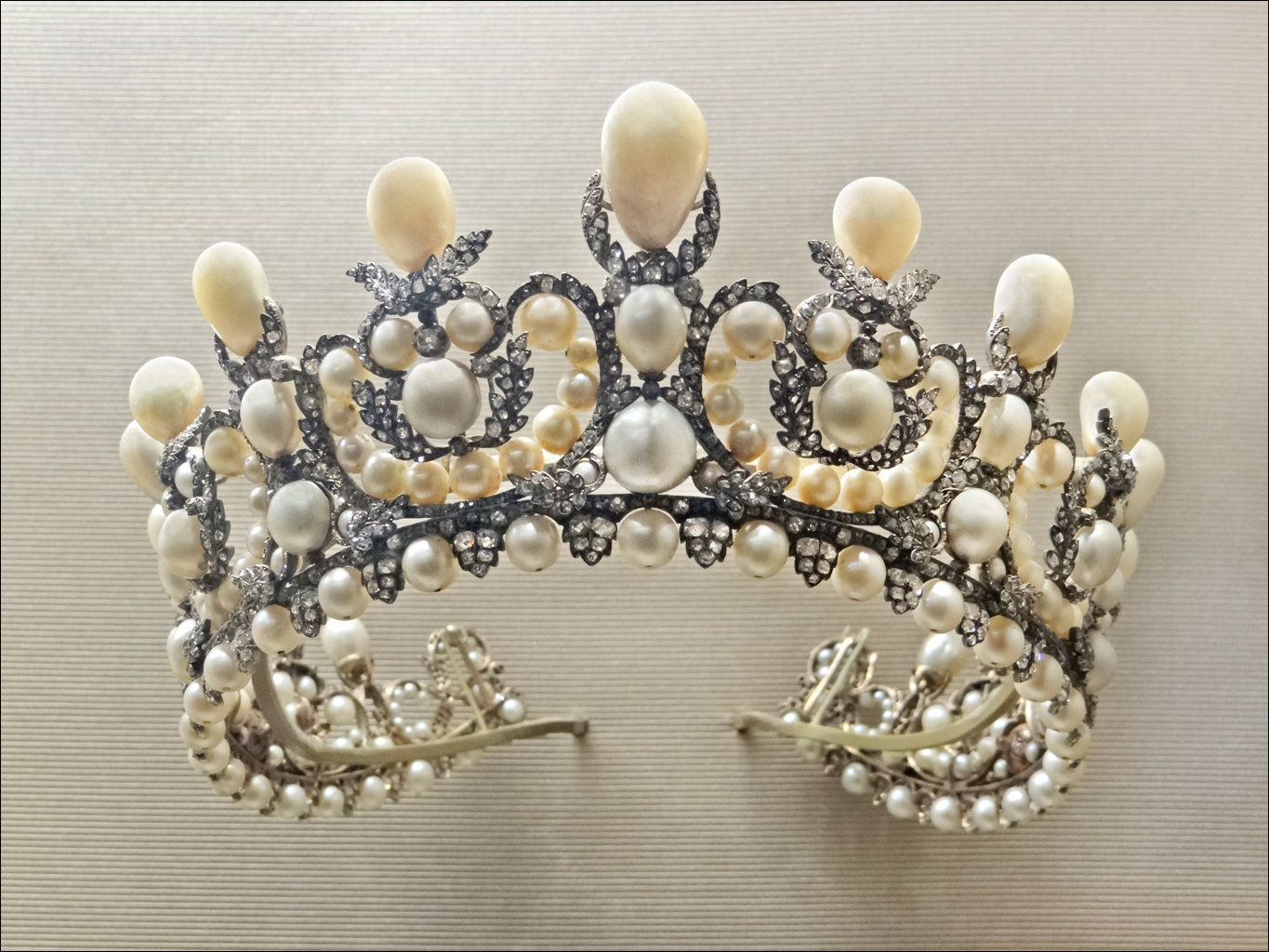
Diadem cesarzowej Eugenii

Diadem Stefanii de Beauharnais

Przez następne wieki naturalne perły niezmiennie uchodziły za symbol władzy, bogactwa i mody. W XIX wieku nie tylko członkowie rodzin królewskich, ale także elita i burżuazja kupowała biżuterię z perłami, co skutkowało wzrostem popytu i ceny. Wielką miłośniczką pereł była cesarzowa francuska Eugenia. W dniu ślubu, który odbył się w katedrze Notre-Dame w Paryżu w 1853 roku, nosiła kilka sznurów pereł, pomimo że panowało przekonanie, iż zakładanie pereł na ślub może przynieść pecha.
Handel naturalnymi perłami zaczął się załamywać w okresie międzywojennym. Dodatkowo w latach 20. XX wieku na rynku pojawiły się w dużych ilościach perły hodowane. Wielki kryzys gospodarczy w latach 1929–1933 i II wojna światowa w latach 1939–1945 również miały wpływ na sprzedaż dóbr luksusowych, w tym naturalnych pereł. W latach 20. XX wieku w Stanach Zjednoczonych działało ponad 300 sprzedawców naturalnych pereł, w latach 50. zaledwie sześciu. W 1985 roku już żaden przedsiębiorca nie trudnił się sprzedażą naturalnych pereł. Brak podaży i popytu doprowadził ostatecznie do zaniku handlu perłami naturalnymi. Od lat 50. XX wieku rynek jubilerski zdominowały perły hodowane. Dostępne w przystępnej cenie, zaspokoiły marzenia kobiet z niższych klas społecznych o ich posiadaniu. Noszenie pereł spopularyzowały m.in. Grace Kelly, Marilyn Monroe, Audrey Hepburn i Jacqueline Kennedy.

## Występowanie
Perły słonowodne

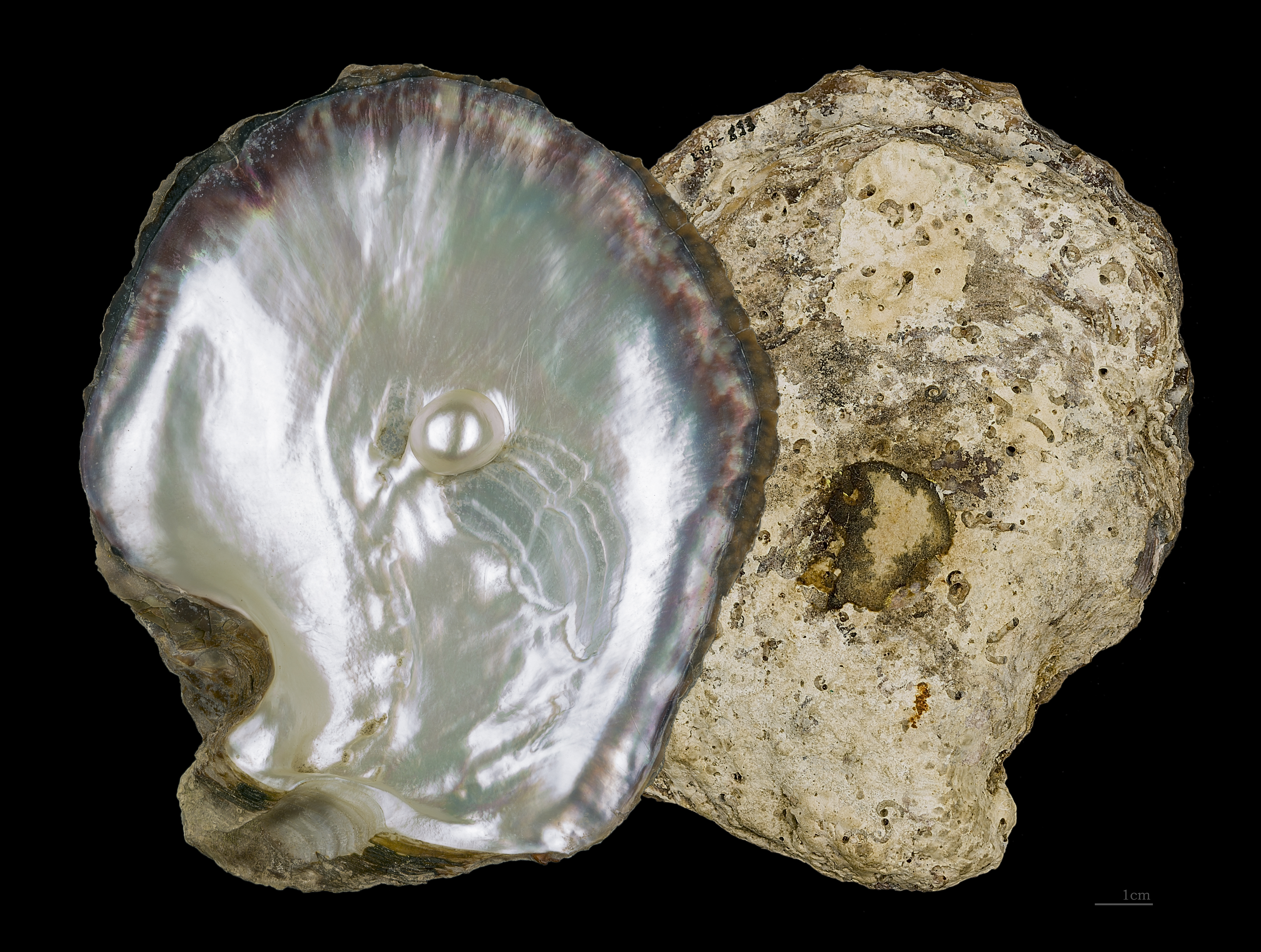
Pinctada margaritifera, muszla z perłą

W czasach starożytnych perły słonowodne pochodziły głównie z Zatoki Perskiej i Zatoki Mannar, a ich zbiory były niewielkie. Przez tysiące lat aż do końca II wojny światowej, kiedy lepiej płatna praca przy wydobywaniu ropy naftowej zastąpiła trudnienie się lokalnej społeczności poławianiem pereł, Zatoka Perska z centrum położonym na wyspie Bahrajn dostarczała większość pereł słonowodnych na świecie. Większość bahrańskich pereł pochodziła i pochodzi od perłopławu Pinctada radiata, aczkolwiek w zatoce żyją też inne perłopławy, np. Pinctada margaritifera oraz gatunki z rodzin Pteria i Pinna, które również dostarczają pereł. Perły znalezione w muszlach Pinctada radiada charakteryzują się wybitnie silnym połyskiem i najczęściej są w kolorze białym, lekko kremowym, kremowym, lekko żółtym i żółtym, z pewnym stopniem różowego i zielonego „overtone”. Perły brązowe, czarne i szare są znacznie rzadsze. Wysoka temperatura i wysokie zasolenie, jako czynniki stresujące dla morskich organizmów, obniżają naturalną odporność, czyniąc perłopławy bardziej podatne na infekcje chorobotwórczymi pasożytami, przyczyniając się do wytwarzania naturalnych pereł (dookoła czynnika irytującego odkładana jest cieniutkimi warstwami masa perłowa aż powstanie perła). Współcześnie nurkowie zajmujący się w Bahrajnie wyławianiem perłopławów w poszukiwaniu pereł muszą posiadać specjalną licencję, która jest ważna tylko przez rok. Limitowana jest także ilość złowionych perłopławów. Perły pochodzące od małży bytujących w Zatoce Perskiej (Arabskiej) były dla odróżnienia od innych pereł nazywane perłami orientalnymi. 
Inne łowiska perłopławów znajdowały się po pacyficznej (zachodniej) stronie u wybrzeży Meksyku, w Zatoce Kalifornijskiej, na północno-zachodnim wybrzeżu Australii oraz wokół japońskich wysepek i zatok. Poławianiem perłopławów w wodach u wybrzeży japońskich zajmowały się młode kobiety nazywane ama, które obecnie wykonują głównie pokazy dla turystów.
Perły słodkowodne

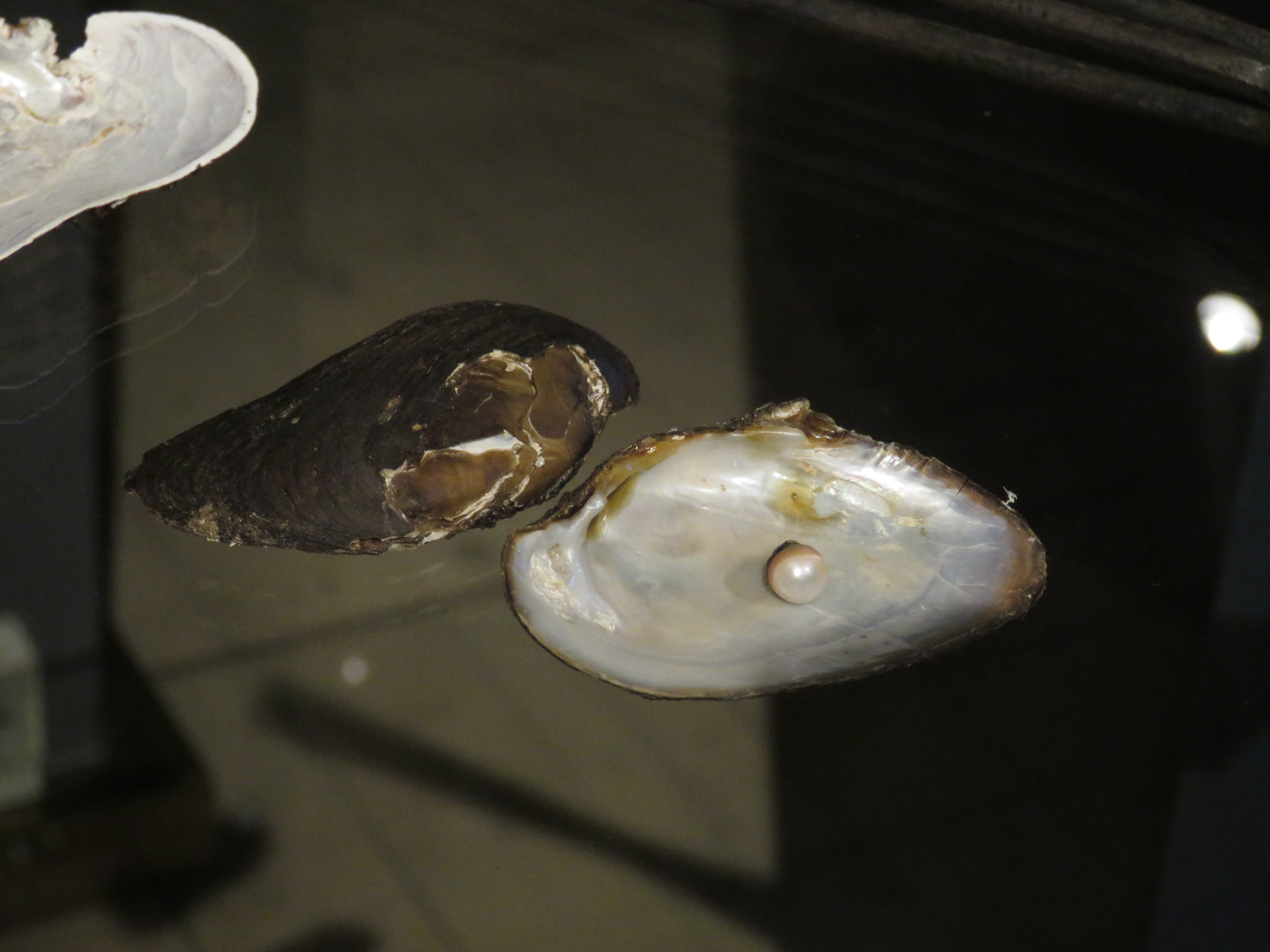
Muszla perłoródki rzecznej i jej perła

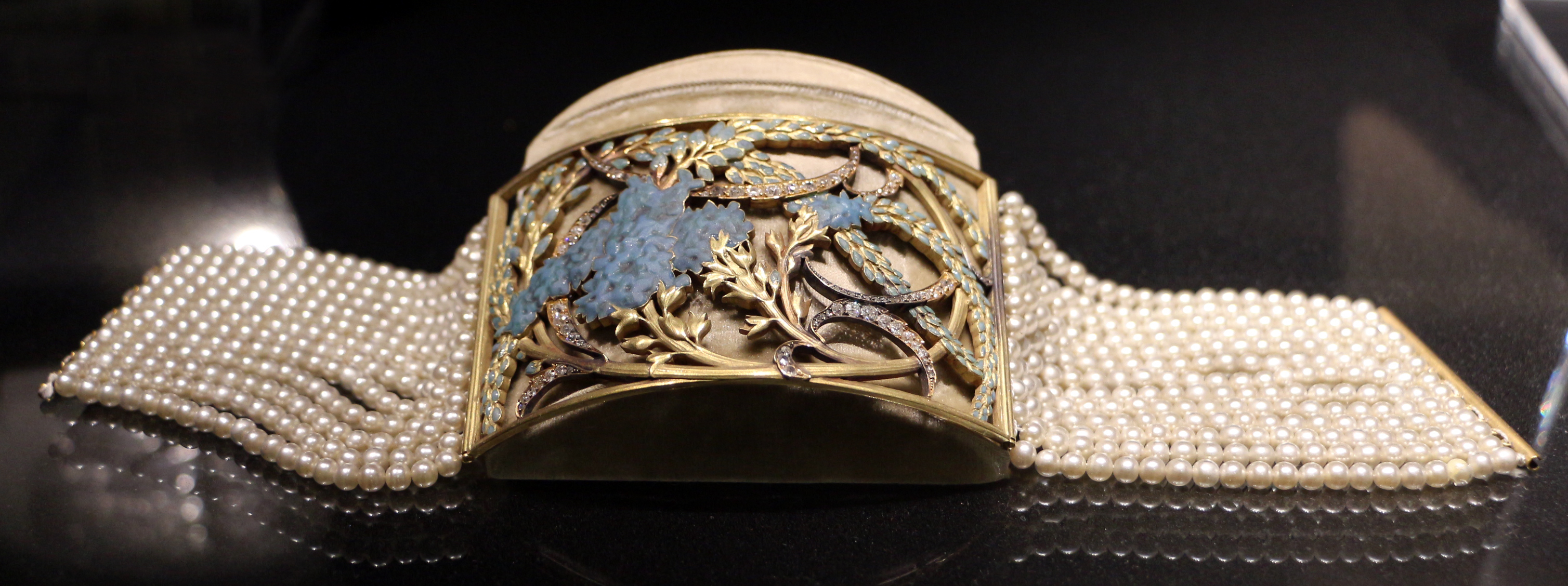
Kolia z perłami słodkowodnymi, René Lalique

Perły były od niepamiętnych czasów znajdowane przez ludzi w muszlach różnych gatunków małży słodkowodnych z rodziny Unionidae. Małże z tej rodziny występowały i były poławiane w rzekach m.in. na terenie Chin, Szkocji, Europy Środkowej, Stanów Zjednoczonych (północno-wschodniej części) i na terenie północno-zachodniej Rosji. Gatunek małża Unio bytujący w brytyjskich rzekach dostarczał przeciętnie jednej perły na sto otwartych muszli. 
Źródłem pereł słodkowodnych w Europie była przede wszystkim małż perłoródka rzeczna. W Rosji występowała w rzekach i strumieniach wpadających do Morza Białego w północno-zachodniej części tego kraju. Współcześnie duże populacje perłoródki rzecznej są obecne jedynie w rzekach Warzuga i Keret w rejonie łouchskim, nie licząc małych populacji tych małży w innych rzekach. Od 1985 roku poławianie perłoródki rzecznej jest w Rosji zabronione. Liczne populacje perłoródki rzecznej przetrwały w Norwegii i Finlandii. Na Litwie, Białorusi i Polsce wyginęła. Perłoródka rzeczna jest chroniona (od 1998 roku) na całym obszarze swojego występowania w Szkocji; nie wolno jej niepokoić ani dotykać.

## Charakterystyka
Obecnie zdecydowana większość naturalnych pereł na rynku pochodzi z odzysku lub z dawnych zapasów. Zatoka Perska jest współcześnie jednym z ostatnich miejsc na świecie, gdzie odbywa się połów małży perłorodnych, choć głównie jako hobby. Perły naturalne są także znajdowane jako produkt uboczny podczas połowu małży w celach konsumpcyjnych oraz pozyskiwania muszli do dalszego wykorzystania. 
Perły naturalne są o wiele droższe od hodowanych. W przeciwieństwie do pereł hodowanych, których cena odsprzedaży jest bardzo niska, naturalne perły o wystarczającej jakości zachowują wartość na rynku wtórnym m.in. ze względu na swoją rzadkość. W XXI wieku perły naturalne odzyskały popularność. Istotną kwestią w handlu perłami i wyzwaniem dla gemmologów stała się konieczność nieinwazyjnego odróżniania pereł prawdziwych od hodowanych i imitacji. Szczególną trudność w identyfikacji nastręczają perły hodowane bez jądra oraz perły hodowane z jądrem z masy perłowej. Do badania wykorzystuje się m.in. radiografię rentgenowską, mikrotomografię, a nawet profilowanie DNA. Naturalna perła jest na wskroś, całkowicie zrobiona z masy perłowej, podczas gdy perła hodowana to najczęściej koralik z muszli (tzw. jądro, nucleus) otoczony bardzo cienką warstwą masy perłowej. Tysiące muszli perłopławów muszą zostać wyłowione i otwarte, aby zebrać garść naturalnych pereł, z których większość nie będzie miała ładnego koloru, ani nie będzie miała okrągłego kształtu. Zbieranie pasujących do siebie naturalnych pereł na naszyjnik trwało wiele lat. 
Perły są miękkie (przeciętnie 3,5 w dziesięciostopniowej skali twardości Mohsa) i porowate. Mogą łatwo ulec uszkodzeniu w wyniku mechanicznego ścierania, kontaktu z wodą, mydłem, kosmetykami, a nawet potem. Perły mogą być różnej wielkości i mieć najróżniejsze kształty. Nie wymagają cięcia ani szlifowania, bo charakteryzują się naturalnym połyskiem, który zawdzięczają masie perłowej. Perły są lekkie. Ich cena zależy od wagi i wzrasta kwadratowo w przypadku pereł o tej samej jakości, ale różniących się wagą. Przy ocenie pereł bierze się po uwagę siedem czynników: wielkość, kształt, kolor, połyskliwość, jakość powierzchni, jakość masy perłowej oraz dopasowanie w przypadku kolczyków, kolii czy innej biżuterii z więcej niż jedną perłą.
Perły dzieli się na słonowodne i słodkowodne. Naturalne perły słodkowodne, wytwarzane przez różne gatunki małży żyjących w rzekach czy potokach charakteryzują się przytłumionym połyskiem w porównaniu do pereł słonowodnych i mniejszą wartością komercyjną. Także perły czasami znajdowane w jadalnych ostrygach mają mniejszą wartość jubilerską w porównaniu do najwyższej jakości pereł, które są wytwarzane przez słonowodne perłopławy z rodzaju Pinctada. 

### Powstawanie

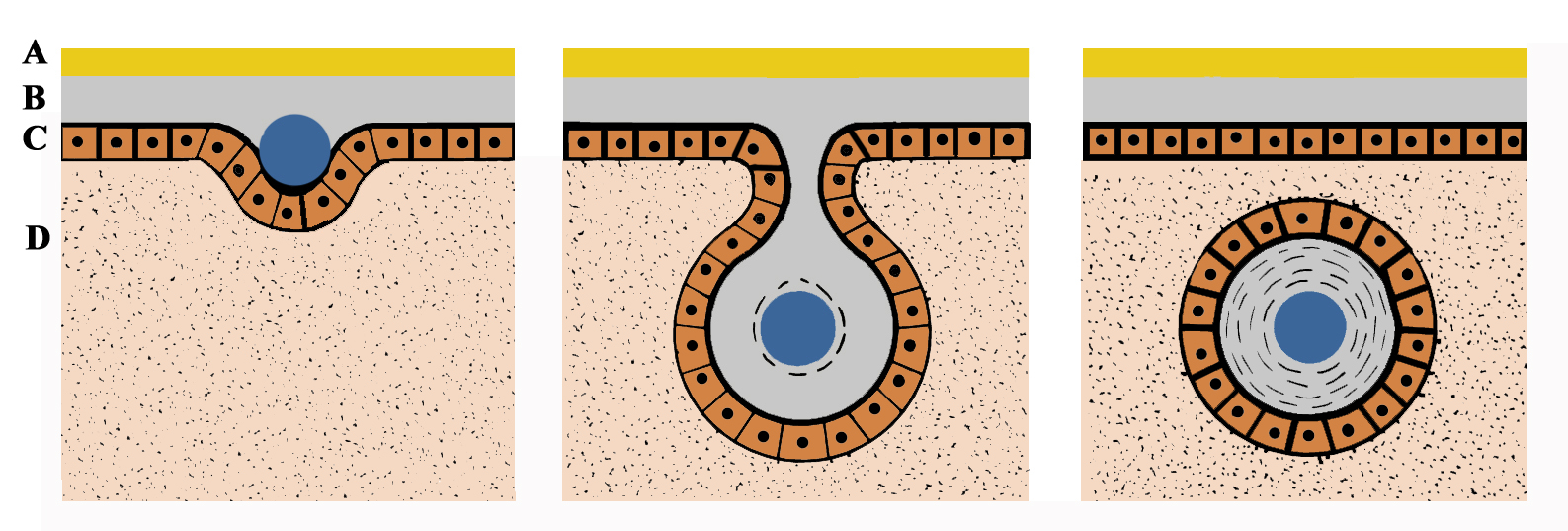
Powstawanie perły wg teorii „woreczka perłowego”

Porównawczy przekrój poprzeczny przez perłę naturalną (natural) i hodowaną (cultured)

Naturalne perły są przypadkowymi wytworami dzikich małży (perłopławów z rodzajów Pteria i Pinctada), rzadziej ślimaków czy innych mięczaków, żyjących w ciepłych oceanach. Powstanie perły jest w naturze zjawiskiem niezwykle rzadkim. Perłę słonowodną można znaleźć w 1 na około 10 tysięcy dziko żyjących perłopławów. Przez wieki uczeni starali się poznać pochodzenie i mechanizm powstawania pereł. We wczesnych wyjaśnieniach tłumaczono powstawanie pereł wnikaniem łez Boga lub anioła czy rosy niebiańskiej albo przejściem przez ciało małża pioruna. Później naukowcy opracowali różne teorie, w których za powstawanie pereł były odpowiedzialne: ziarno piasku, jaja skorupiaków, choroby, pasożyty. Teoria powstawania pereł za sprawą ziarna piasku została w dużej mierze odrzucona.
Według teorii o udziale pasożytów w powstawaniu pereł – pasożyt (np. niektóre gatunki wieloszczetów, świdrakowatych, gąbek) przewierca się przez muszlę małża, wywołując podrażnienie lub stan zapalny. Zaatakowany małż uruchamia mechanizmy obronne. Wykorzystuje komórki wydzielnicze znajdujące się w płaszczu i mające zdolność wydzielania masy perłowej do utworzenia bariery. Ciało obce zostaje pokryte kolejnymi warstwami masy perłowej i „zamienione” w naturalną perłę. Przykładowo, perłopław Pinctada mazatlanica może wydzielać od trzech do czterech koncentrycznych warstw masy perłowej o średniej grubości 1 mikrona dziennie. Perłopław potrzebuje więc przynajmniej dwóch lat, aby powstała perła o wielkości 3–5 mm. Tylko nieliczne perły powstałe w naturalny sposób osiągają spore rozmiary (≥ 8 mm) i charakteryzują się wysoką jakością jubilerską. Proces otaczania cieniutkimi warstwami masy perłowej może trwać nawet do 7 lat.
Według innej, zbliżonej teorii naturalna perła powstaje, gdy dojdzie do uszkodzenia płaszcza młodego perłopławu na krawędzi muszli (np. przez ugryzienie jakiegoś zwierzęcia), w wyniku którego jego zewnętrzne komórki, posiadające zdolność do wydzielania węglanu wapnia i zawsze aktywnie go produkujące, przedostaną się do warstwy głębiej położonej tkanki łącznej, gdzie następnie rozrastają się i tworzą „woreczek perłowy” (ang. pearl sac), w którym dochodzi do akumulacji węglanu wapniowego i po upływie pewnego czasu do utworzenia perły. Najpierw bardzo młode komórki tkanki płaszcza wydzielają cienką warstwę materii organicznej – konchioliny. Następnie te same komórki wydzielają węglan wapnia z mniejszymi ilościami konchioliny, przy czym młodsze komórki płaszcza formują kalcyt w równoległej pryzmatycznej orientacji, a starsze komórki płaszcza wytwarzają tabliczkowe kryształy aragonitu tworząc masę perłową.
Odkrycie w XIX wieku roli, którą pełni płaszcz w powstawaniu pereł, pozwoliło w XX wieku na rozpoczęcie hodowli perłorodnych małży i produkcję pereł hodowanych. Procedura polega na umieszczeniu okrągłego koralika, nazywanego jądrem lub rdzeniem, zrobionego z muszli pokrytej macicą perłową, najczęściej z muszli małży wyławianych z rzeki Missisipi, razem z małym kawałkiem tkanki płaszcza tzw. „przeszczepu”, we wnętrzu gonady perłopławu lub w jego płaszczu. Po kilku dniach kawałek przeszczepionej tkanki płaszcza ulega częściowej degeneracji, zaś dookoła koralika wyrastają komórki tkanki nabłonkowej, które mają zdolność wydzielania masy perłowej i wkrótce zaczną ją wydzielać, co będzie prowadzić do powstania perły hodowanej. Współcześnie perły hodowane zdominowały światowy rynek pereł, podczas gdy perły naturalne wypełniają jedynie niszę rynkową.

#### Blister
Oprócz luźnych naturalnych pereł, powstających między tkankami płaszcza i zwykle zaokrąglonych z kształtu, w perłopławie może też powstać perła przyrośnięta do pokrytej masą perłową wewnętrznej strony muszli. Tego typu perłę określa się pochodzącą z języka angielskiego nazwą blister. Perły blister mogą też tworzyć się w sposób zarówno zamierzony, jak i niezamierzony w przypadku pereł hodowanych. Perła blister ma kształt półkulisty albo w 3/4 części kulisty i trzeba ją wyciąć z muszli. Miejsce, którym perła była zrośnięta z muszlą nie jest pokryte masą perłową. W jubilerstwie miejsce to wygładza się i tak oprawia, aby było niewidoczne albo w celu zamaskowania przykleja się w to miejsce kawałek masy perłowej.

### Budowa
Perły zbudowane są z tego samego materiału, co wewnętrzna strona muszli, czyli masy perłowej. Materiał ten ma budowę koncentryczno-warstwową, złożoną z drobnych płytek aragonitu i kryształów kalcytu spojonych konchioliną. Kolejne warstwy odkładają się wokół zarodka (jądra). Przekrój naturalnej perły na poziomie submikroskopowym uwidacznia, że jej wnętrze jest bogate w konchiolinę i ma strukturę kolumnową złożoną z graniastosłupów kalcytu. Część zewnętrzna składa się z drobnych koncentrycznych pierścieni i jest zbudowana z masy perłowej, czyli aragonitu w postaci kryształów tabletkowych i małej ilości konchioliny.

### Kształt
Perły mogą mieć najróżniejsze kształty. Na kształt perły ma duży wpływ kształt i wielkość muszli perłopława oraz położenie perły we wnętrzu muszli, zaś mniejszy funkcjonowanie małża. Wśród pereł wyróżnia się kształt kulisty, półkulisty (np. gruszka, kropla, jajo, owaloida, jednostronnie spłaszczony, beczułkowaty), barokowy (czworaczek, dzbanek, grzybek, kocia główka, serce, ślimak) i półbarokowy. Najdroższe naturalne perły mają kształt idealnie kulisty. Niestety perfekcyjnie okrągłe perły nie są najbardziej powszechne. Większość pereł ma mniejsze lub większe zniekształcenia. Perły w kształcie łzy są wykorzystywane w kolczykach i wisiorkach. Perły barokowe, czyli o kształtach nieregularnych, stosuje się w pierścionkach i broszkach. W jubilerstwie wykorzystywane są także perły półkuliste, powstałe w formie bąbla po wewnętrznej stronie muszli, oraz bardzo drobne perełki („ziarenka”), które dodatkowo są używane do wyszywania.

### Wielkość
Wielkość perły zależy od wielkości muszli, czasu życia małża i szybkości jego wzrostu, z którą powiązana jest ilość i prędkość odkładania masy perłowej. Średnica naturalnych pereł kulistych waha się przeważnie między 2 do 9 milimetrów. Dłuższa oś pereł-baroków może dochodzić do 5 cm.

### Barwa
Barwa perły w przekroju poprzecznym jest niejednorodna, bo poszczególne warstwy różnią się między sobą odcieniem i połyskiem. Ostateczna barwa danej perły zależy od jej barwy podstawowej oraz od dwóch efektów świetlnych nazwanych „orient” i „overton”, które modyfikują barwę podstawową masy perłowej. Ponadto perły mogą być przeświecające aż do nieprzezroczystych. Barwa podstawowa perły, czyli barwa masy perłowej zależy od ilościowego stosunku aragonitu do konchioliny oraz od sposobu rozmieszczenia konchioliny w masie perły. Barwa perły staje się ciemniejsza wraz ze wzrostem ilości konchioliny, zwłaszcza w warstwach zewnętrznych. Najczęstszymi barwami podstawowymi pereł słonowodnych są: biała, różowa, niebieska, zielona, fioletowa, żółta, czerwona, brunatna, szara i czarna. Najczęstszymi barwami podstawowymi pereł słodkowodnych są: biała, szara, jasnobrązowa, zielonkawa i czerwonawa. 
Efekty świetlne („orient” i „overton”) zmieniają barwę podstawową danej perły przez zjawiska wywoływane dyfrakcją i interferencją światła. Pod pojęciem „orient” rozumie się delikatną, zazwyczaj punktową, grę barw o różnym stopniu nasycenia barwą różową. Pod pojęciem „overton” rozumie się dodatkowe połyskliwe odcienie różnych barw (zazwyczaj różowej, niebieskiej, zielonej i fioletowo-czerwonawej). Wszystkie perły mają barwę podstawową, ale tylko niektóre przejawiają „orient” lub „overton”, albo oba efekty optyczne jednocześnie.
Biorąc pod uwagę barwę podstawową i efekty optyczne wśród pereł można wyróżnić:
- różowe w odcieniach od bladoróżowych do różowo-czerwonych i różowym „overtonie”, niekiedy także niebieskim i zielonym
- kremowe w odcieniach od biało-kremowej do kremowo-żółtej i różowym „oriencie” albo różowym i zielonawym „overtonie”
- srebrne (barwa podstawowa biała do szarej z różowym „orientem”)
- złote (barwa podstawowa żółta z różowym „orientem”)
- czarne (barwa podstawowa czarna, czarnoszara, brunatnawa, purpurowoczarna, fioletowoczarna, ciemnoniebieska, ciemnozielona połączona z zielonym lub zielononiebieskim „overtonem”)
- niebieskie (barwa podstawowa ciemnoniebieska do szaroniebieskiej oraz intensywnie zielony, zielony i różowy „overton”)
- zielone (barwa podstawowa szarozielona do zielononiebieskiej i zielony „overton”)
- brunatne (barwa podstawowa ciemnobrązowa, „overton” może być różowo-purpurowy, zielony lub fioletowy).

### Właściwości
- Chemizm: perły mają zróżnicowany skład chemiczny, co wynika z odmiennych warunków bytowania perłopławów. Skład[22]:
  - węglan wapnia przeważnie 82–92% masy perły, w postaci aragonitu (małe kryształy) i kalcytu (duże kryształy)
  - konchiolina (rogowata substancja białkowa) 4–14% masy perły
  - woda 2,34–4,2% masy perły
  - pierwiastki śladowe (magnez, mangan, stront, chlor) 0,01–0,02 masy perły
- Charakter optyczny: agregatowo-anizotropowy, o ile perła nie jest nieprzezroczysta[29]
- Efekt optyczny: wywołany interferencją światła odbitego od powierzchni strukturalnych pereł i dyfrakcją światła na submikroskopowych defektach ich powierzchni[29]
- Współczynnik refrakcji: 1,530–1,690 (oznaczony metodą dystansową)[29]
- Dyspersja refrakcji: brak[29]
- Dwójłomność: 0,126–0,155 (trudna do ustalenia)[29]
- Fluorescencja: brak do silnej[29]
- Pleochroizm: brak[29]
- Widmo absorpcji: nie ma znaczenia diagnostycznego[29]
- Twardość: 2,5–4,5 według skali Mohsa[31], przy czym charakteryzują się dużą wytrzymałością i pewną sprężystością[32]
- Gęstość względna: 2,61–2,85 dla pereł słonowodnych i 2,66–2,78 dla pereł słodkowodnych[29]
- Przełam: nierówny[29]
- Łupliwość: brak[29]
- Połysk: perłowy do matowego, może być diamentowy; połysk powierzchni: prawie matowy do niemal metalicznego[29]
- Zdjęcie rentgenowskie: można prześwietlić promieniami rentgenowskimi, obrazując strukturę wnętrza[29]

## Waloryzowanie
Na ogół perły nie wymagają poprawiania wyglądu. W przypadku pereł przeznaczonych na korale obróbka ogranicza się do precyzyjnego wywiercenia otworów. W celu poprawy wyglądu niektórych pereł praktykuje się złuszczanie najbardziej zewnętrznej warstwy. Ciemne, mało efektowne perły są rutynowo wybielane. Przez barwienie przypowierzchniowej warstwy perłom może zostać nadany pożądany kolor. Perły zabarwione na czarno mogą wraz z upływem czasu płowieć. O ile wybielanie pereł jest niewykrywalne, to perły sztucznie zabarwione można poznać po obserwacji profilu przewierconego otworu lub wykonać prosty test z wacikiem nasączonym acetonem (powierzchnia ulega uszkodzeniu!). Naturalne czarne perły można odróżnić od barwionych czarnych pereł przez zjawisko fluorescencji, które występuje jedynie u pereł czarnych z natury.

## Zastosowanie

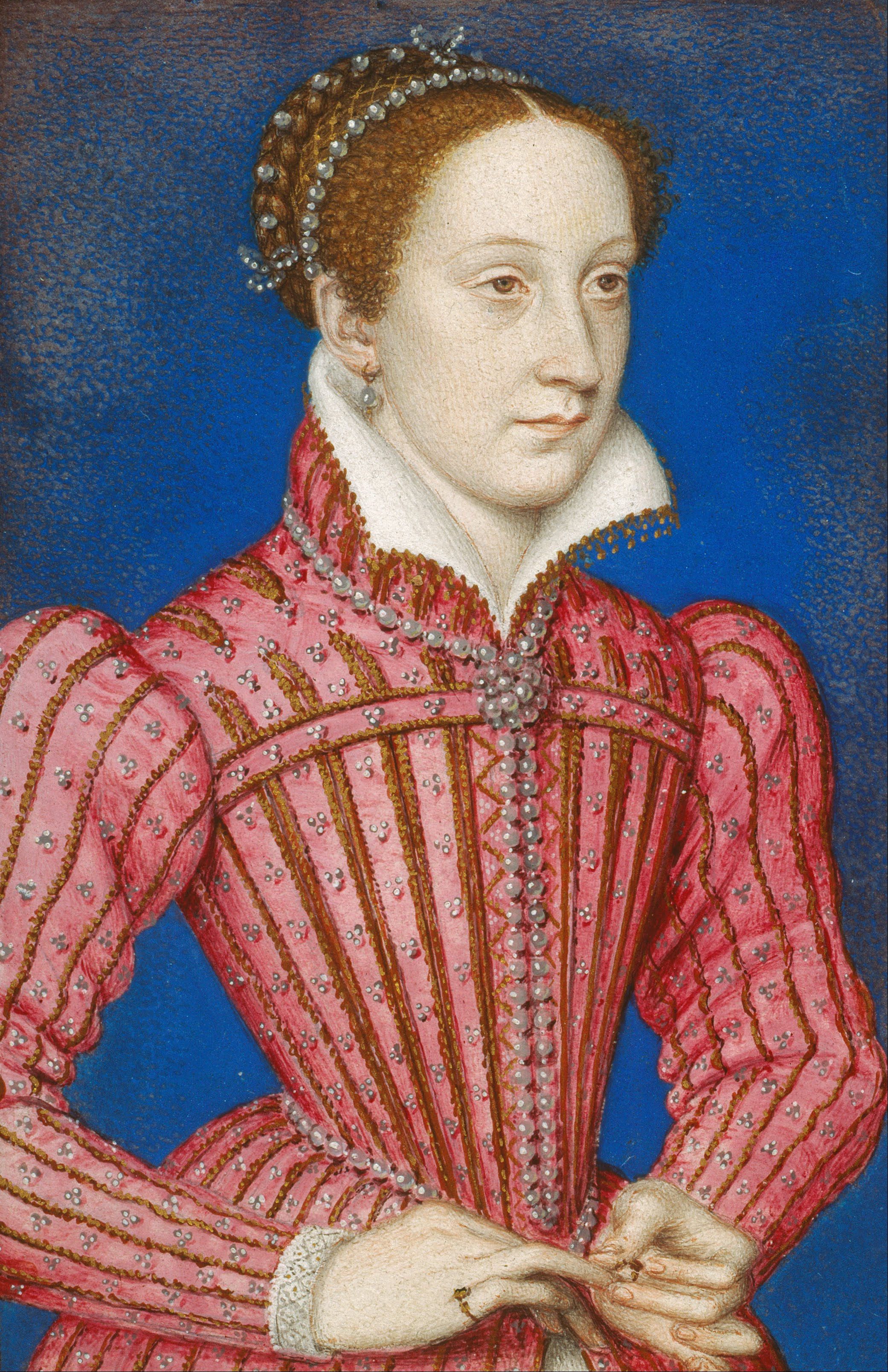
Suknia Marii I Stuart bogato ozdobiona perłami

W jubilerstwie perły służą do wyrobu naszyjników, diademów, brosz, kolii, wisiorków, kolczyków, pierścionków, zapinek, szpil; do ozdoby insygniów władzy, szat liturgicznych (np. przechowywane w skarbcu na Jasnej Górze), strojów (np. suknie Barbary Radziwiłłówny i Marii I Stuart), przedmiotów kultu i przedmiotów codziennego użytku. Perły były uważane za symbol zamożności i cenione za podkreślanie piękna ludzkiej skóry. W wielu kulturach perły uchodziły za jeden z najbardziej szlachetnych kamieni. 
Perły były i w dalszym ciągu są też składnikiem tzw. „leków perłowych”, czyli różnych eliksirów, których głównym składnikiem jest sproszkowana lub rozpuszczona perła. Również w przeszłości perły, zmiażdżone i podane w occie lub winie, były używane jako lekarstwo. W tradycyjnej medycynie chińskiej perły słodko- i słonowodne w postaci proszku są używane jako bezpieczny środek mineralny do użytku wewnętrznego o właściwościach m.in. uspokajających, wspomagających wzrost i regenerację kości, ochraniających serce czy przeciwpadaczkowych w wielu chorobach i schorzeniach, np. padaczce, drgawkach, wrzodach, kołataniu serca, bezsenności oraz zmianach skórnych (zewnętrznie). Oficjalne wzmianki o ich stosowaniu w leczeniu pochodzą z czasów dynastii Jin. Perły są wykorzystywane także w tradycyjnej medycynie koreańskiej, tybetańskiej i mongolskiej.
Gorszej jakości perły są wykorzystywane jako surowiec w praktyce kosmetycznej. Proszek perłowy jest składnikiem maseczek i peelingów, a proszek zmikronizowany stanowi jeden ze składników preparatów do pielęgnacji twarzy i makijażu. W postaci hydrolizatu perły mogą wchodzić w skład szamponów i odżywek do włosów, kremów nawilżających, odmładzających czy wybielających skórę.

## Starzenie
Perły podlegają procesowi starzenia. Starzenie się pereł wynika z rozkładu konchioliny pod wpływem temperatury, wilgotności i zmian pH. Wskutek starzenia się perły stają się matowe, tracą połysk i przyjmują szaroczarne zabarwienie, łuszczą się. Dochodzi do destrukcji najpierw powierzchniowych, a następnie głębszych warstw w perle. Negatywne zmiany w wyglądzie pereł mogą być widoczne już po kilku czy kilkunastu latach. Do całkowitego rozpadu perły dochodzi przeważnie po upływie kilkuset lat. Istotny wpływ na proces starzenia się mają warunki przechowywania.

### Choroba pereł

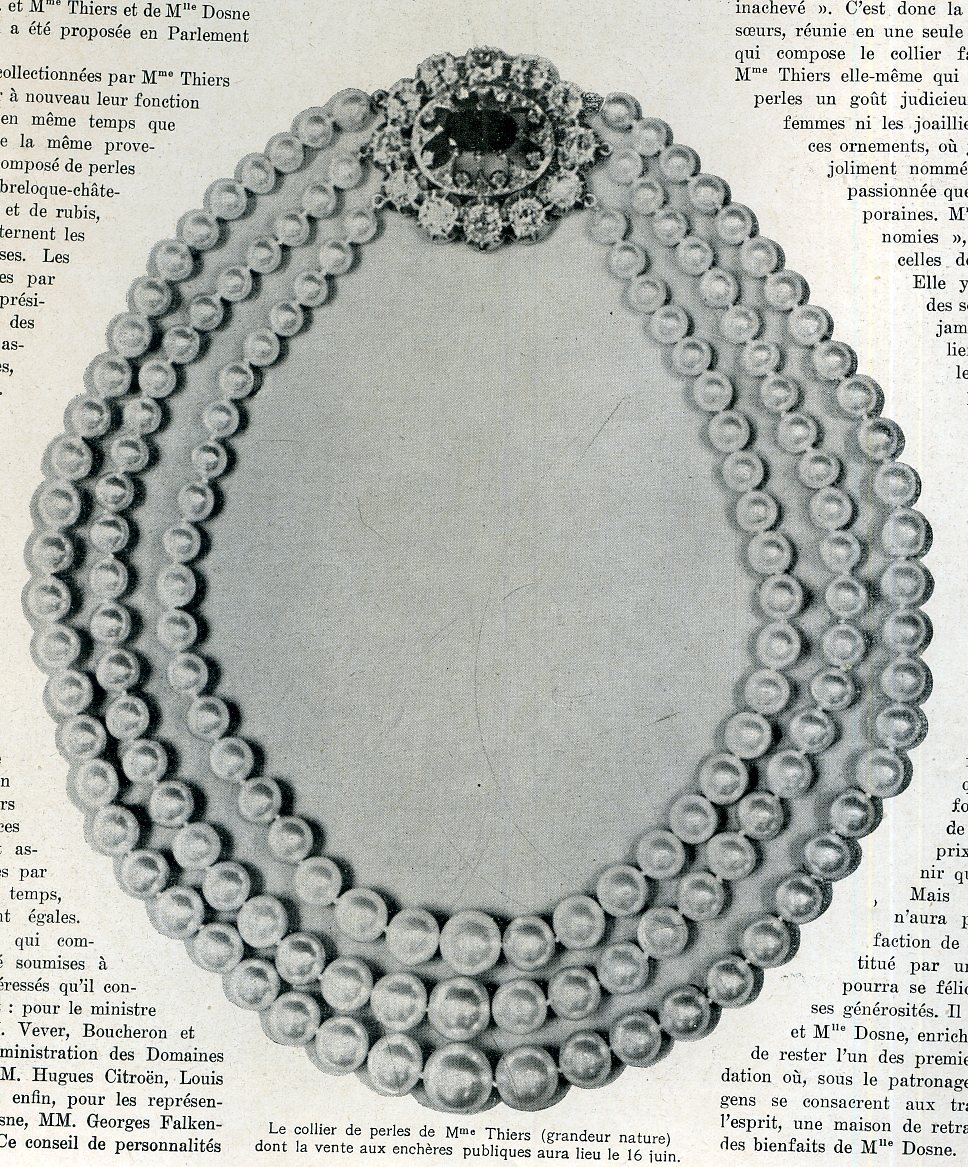
Naszyjnik Élise Thiers, około 1924 roku

Nie tylko powstawanie pereł było przez wieki owiane tajemnicą, ale także tajemnicza choroba, na którą zapadały.
Potwierdzałaby to historia naszyjnika należącego niegdyś do Élise Thiers (1818–1880), żony Adolphe’a Thiersa. Potrójny naszyjnik, wykonany ze 145 idealnie dopasowanych orientalnych pereł o lekkim różowym odcieniu, które zaczęła zbierać od 15. roku życia wkrótce po zawarciu związku małżeńskiego z Adolphe’m Thiersem, Élise Thiers zapisała w testamencie narodowi francuskiemu. W chwili jej śmierci naszyjnik liczył 106 pereł. Jej siostra, Félicie Dosne, dołączyła do niego 39 własnych pereł i rok później przekazała do Luwru. Przez ponad 40 lat naszyjnik był eksponowany w Galerie d’Apollon w pałacu królewskim Louvre w Paryżu. W 1922 roku postanowiono sprzedać naszyjnik, gdyż stwierdzono, że charakteryzował się niedostateczną wartością artystyczną i edukacyjną. Poza tym naszyjnik, który był niegdyś podziwianym obiektem, stracił wiele z dawnego piękna. Perły zamknięte w gablocie, pozbawione kontaktu z ludzką skórą, światłem słonecznym i świeżym powietrzem, traciły kolor, blask i wartość, „marniały i umierały” jak określano ich stan w prasie. Niektórzy doszukiwali się przyczyny choroby pereł w barwniku czerwonej poduszeczki, na której naszyjnik został wystawiony na widok zwiedzających, inni obwiniali światło wpadające przez okna do muzealnej sali. Latem 1924 roku naszyjnik został sprzedany na aukcji. Zakupiła go firma jubilerska Cartier z Nowego Jorku, aby wykorzystać jako narzędzie marketingowe. Cartier musiał zapłacić opłatę celną w wysokości 20% od ceny zakupu, która wyniosła 11 280 000 franków. W styczniu następnego roku po przetransportowaniu do Stanów Zjednoczonych naszyjnik był przez kilka dni udostępniony publiczności do oglądania w sklepie Cartiera przy Piątej Alei, po czym prawdopodobnie został sprzedany żonie amerykańskiego milionera. Ostatecznie naszyjnik został rozmontowany, a perły wykorzystane do zrobienia innych naszyjników. 
Perły wydają się być podatne na zmiany w stanie zdrowia noszącej je osoby. Dodatkowo jedne osoby wywierają korzystny wpływ na wygląd pereł noszonych bezpośrednio na skórze, podczas gdy perły noszone przez inne osoby stają się po pewnym czasie blade i matowe. Wykorzystywane są różne metody mające za zadanie poprawę kondycji, odżywienie i przywrócenie blasku chorym perłom, np. naprzemienne stosowanie przedziałów czasowych światła i ciemności lub okresowe zanurzenie w płytkich, nasłonecznionych wodach morskich.
Kiedy cesarzowa Austrii Elżbieta zachorowała na dur brzuszny, jej perły utraciły dawny blask. Postanowiono zanurzyć je w Morzu Adriatyckim pod ochroną marynarzy z okrętu wojennego, bowiem powszechnie uważano, iż kontakt z wodą morską przywraca perłom dawny wspaniały wygląd. W 1898 roku, gdy perły przechodziły kurację rewitalizującą, cesarzowa została zamordowana w Genewie. Przez tymczasowe zanurzenie w morskiej wodzie została przywrócona świetność jednemu z perłowych naszyjników królowej Wielkiej Brytanii Aleksandry.

## Pielęgnacja pereł
Perły można delikatnie i ostrożnie umyć letnią wodą z mydłem i pozostawić aż do całkowitego wyschnięcia nici w stanie rozłożonym. Pereł nie powinno się czyścić ultradźwiękami lub parą wodną. Należy unikać kontaktu pereł ze środkami chemicznymi, szczególnie kwasami, perfumami i potem. 
Uważa się, że częste noszenie bezpośrednio na ciele nadaje perłom delikatny połysk, dzięki naturalnym olejom skóry ludzkiej. 
Pereł nie należy przechowywać owiniętych bawełną, wełną czy watą, która pochłania wilgoć z pereł, bo dochodzi do ich wysychania i pękania. Sprzedawcy pereł często przechowują je owinięte w kawałek naturalnego jedwabiu. Z perłami należy obchodzić się delikatnie: nie rzucać na blat toaletki, nie deptać, nie upuszczać na podłogę, aby nie doszło do uszkodzenia ich powierzchni lub pęknięcia. Perły są dość odporne na światło, ale trzeba chronić je przed nadmierną ekspozycją na światło słoneczne, które może spowodować zblednięcie. Niekorzystnie na perły wpływa zadymiona czy pełna kurzu atmosfera oraz przegrzanie. Nie należy nosić ich podczas kąpieli, pływania czy uprawiania innego sportu. Nie powinno się przechowywać ich na farbowanym aksamicie pudełek do biżuterii ani zamkniętych bez dostępu powietrza np. w sejfie. Przestrzeganie tych zasad pozwala zachować piękno i blask pereł na kilka pokoleń.

## Perły Kleopatry

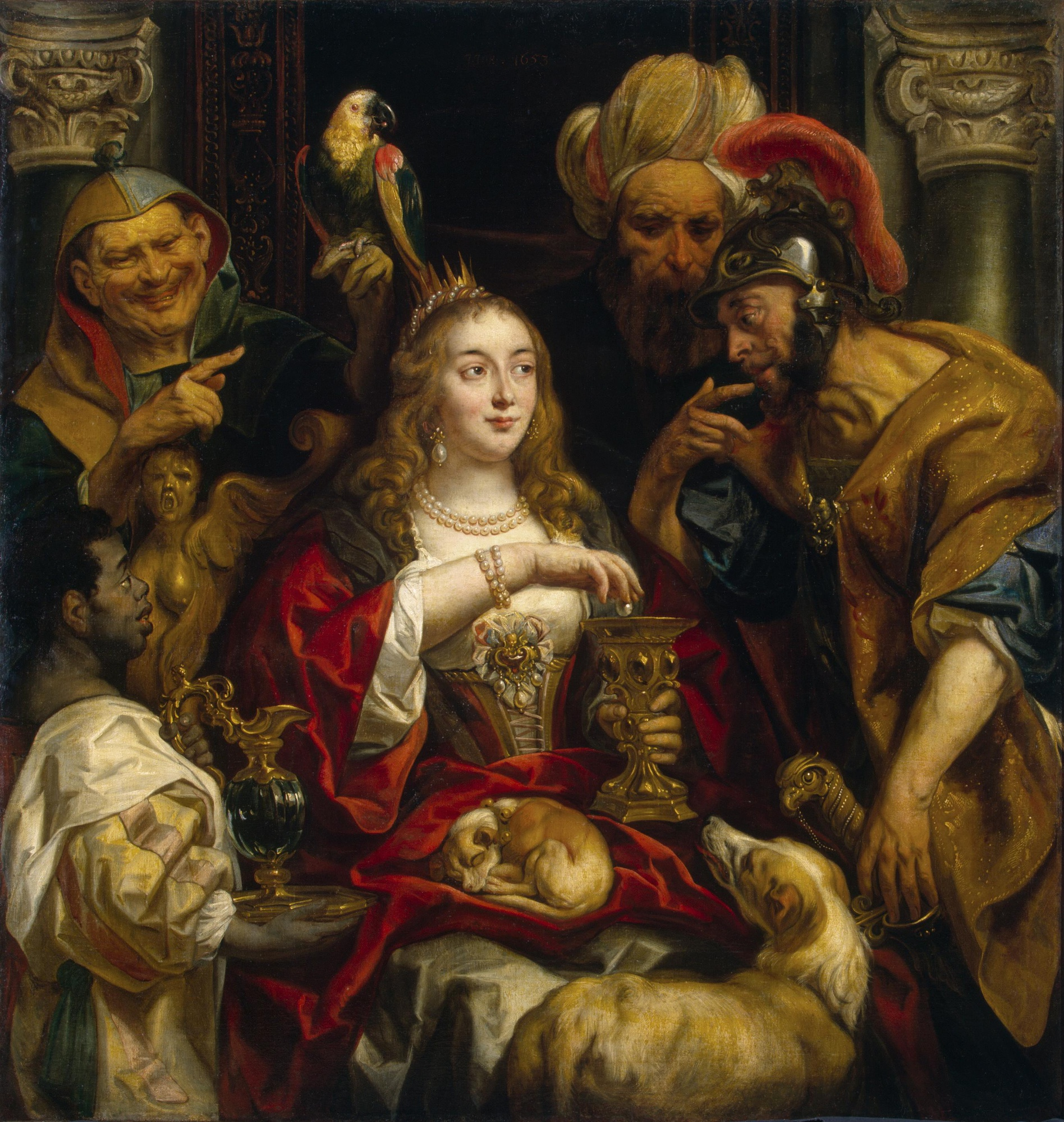
Uczta Kleopatry, Jacob Jordaens

Perły stały się modne w starożytnym Rzymie w pierwszym wieku przed naszą erą. Rzymski historyk Pliniusz Starszy spisał historię, która najprawdopodobniej miała miejsce w 33 roku p.n.e., o dwóch największych perłach, z których zostały zrobione kolczyki dla ostatniej królowej Egiptu – Kleopatry. Aby zaimponować swojemu rzymskiemu kochankowi – Markowi Antoniuszowi, Kleopatra założyła się z nim, że wyda dziesięć milionów sesterców na jeden posiłek. Po ostatnim daniu Kleopatra kazała sługom przynieść dzban z octem winnym, a następnie zdjęła jeden kolczyk i wrzuciła do kielicha nim wypełnionego (pokruszoną) perłę wartą dziesięć milionów sesterców, po czym po jej rozpuszczeniu wzniosła toast na cześć Marka Antoniusza i wypiła miksturę uważaną za afrodyzjak. Kleopatra zamierzała rozpuścić także drugą perłę, ale powstrzymał ją przed tym senator rzymski Lucjusz Munacjusz Plankus, który pełnił rolę sędziego, oznajmiając, że wygrała zakład. Uratowana przed rozpuszczeniem perła została przekazana do świątyni Wenus Genetrix, znajdującej się na Forum Cezara w Rzymie, gdzie ozdobiła posąg bogini. Historia o Kleopatrze wypijającej rozpuszczoną perłę stała się inspiracją dla malarzy i poetów.
Nie tylko Kleopatra rozpuściła perłę w occie winnym, po czym wypiła tak przygotowany napój. Przed nią rozpuścił perłę w occie winnym syn aktora Aesopusa, odziedziczywszy po ojcu ogromny majątek, aby przekonać się, jak smakuje. Zadowolony z jej smaku, polecił dać perły swoim gościom, aby zrobili to samo w celu degustacji. Także o cesarzu Kaliguli Swetoniusz pisał, że rozpuszczał w occie drogie perły i wypijał tak przygotowany napój. W 1560 roku Thomas Gresham umieścił sproszkowaną perłę w winie i wzniósł toast na cześć swojej królowej.

### Rozpuszczanie pereł
Współcześnie przeprowadzone doświadczenia chemiczne potwierdziły możliwość rozpuszczenia perły w occie (winnym). Perła, zbudowana głównie z węglanu wapnia, reaguje z kwasem octowym, głównym składnikiem octu. Pod wpływem silniejszego kwasu octowego węglan wapnia (sól wapniowa słabego kwasu węglowego) ulega rozkładowi i powstaje octan wapnia (sól wapniowa kwasu octowego), zarazem zostaje zneutralizowana pewna ilość kwasu octowego (powstały napój jest mniej kwaśny od octu użytego do rozpuszczania). Podczas tej reakcji wydziela się dwutlenek węgla, odpowiedzialny za pojawienie się bąbelków. Stężenie kwasu octowego w occie winnym, wynoszące z reguły 5 do 10%, okazało się optymalne do rozpuszczania pereł. 
CaCO
3 + 2CH
3COOH → (CH
3COO)
2Ca + H
2O + CO
2↑
Szybkość rozpuszczania zależy m.in. od wielkości perły (im większa perła tym proces trwa dłużej), stężenia octu oraz temperatury (wyższe stężenie i podwyższona temperatura przyśpieszają rozpuszczanie, podobnie jak wstrząsanie roztworu). Perła sproszkowana, przy użyciu moździerza i tłuczka, rozpuszcza się najszybciej, już w ciągu 10 minut, nawet w zimnym occie, z wyjątkiem niewielkiej ilości materii organicznej, która pozostaje nierozpuszczona. Głównym nierozpuszczalnym składnikiem perły jest konchiolina, złożona z niejednorodnych hydrofobowych białek o różnych ciężarach cząsteczkowych, bogatych w aminokwasy glicynę i alaninę. Możliwe, że Kleopatra najpierw sproszkowała perłę i do kielicha z octem winnym wsypała proszek.

## Słynne perły i wyroby jubilerskie z pereł
- Peregrina – tak nazwana perła jest uważana przez ekspertów za najpiękniejszą na świecie. Waży 223,8 granów. Została wg przekazów znaleziona w XVI wieku w wodach u wybrzeży Panamy przez czarnoskórego niewolnika, który w zamian za nią miał otrzymać wolność. Perła Peregrina była w posiadaniu różnych europejskich rodzin królewskich. Jej właścicielką była także aktorka Elizabeth Taylor[19]. W 2011 roku Peregrina została sprzedana na aukcji w domu aukcyjnym Christie’s za rekordową kwotę 11 842 500 dolarów[45].
- Pelegrina – mniejsza od perły Peregriny, ważąca 133,16 granów, również gruszkowatego kształtu, rzekomo także znaleziona przez afrykańskiego niewolnika w wodach Zatoki Panamskiej w XVI wieku[55].
- Klejnot Canninga – wisiorek o rozmiarach: długość 10,5 cm, szerokość 6,5 cm i grubość 1,6 cm, przedstawiający Trytona z mieczem i tarczą, którego tors stanowi półkulista perła o nieregularnym kształcie. Ozdobiony dodatkowymi trzema perłami barokowymi, diamentami i indyjskimi rubinami; złoto i emalia. Najprawdopodobniej wykonany w Europie w latach 1850–1860. Przypisywany Benvenuto Cellininiemu[56].
- Korona Rudolfa II Habsburga – osobista korona wykonana w 1602 roku i zachowana po śmierci cesarza w 1612 roku; dekorowana drogimi kamieniami, perłami i emalią; dzieło złotnika Jana Vermeyena z Antwerpii[57].
- Perła palatynacka (niem. Pfälzische Perle) – unikat w skali światowej i kuriozum biologiczne. Niezwykłość tej perły polega na tym, że jest ona w części biała z typowym połyskiem perłowym, a w części zupełnie czarna (w formie czarnej czapeczki). Perła ma kształt gruszkowaty, wielkość 12/13 mm i waży 12 karatów. W 1794 roku została na zlecenie Karola IV Teodora oprawiona przez złotnika z Norymbergi, Caspara Mayra, między trzema złotymi wężami o rubinowych oczach, umieszczonymi na cokole, którego liście i kwiaty zostały bogato ozdobione diamentami. Jest przechowywana w skarbcu książąt i królów Bawarii w Monachium. Badania rentgenowskie potwierdziły jej autentyczność[58].
- Perła z Filipin[59] – olbrzymia perła okrzyknięta przez media w 2016 roku największą do tej pory znalezioną perłą[60], okazała się po przeprowadzeniu badań perłą fałszywą. Gigantyczna „perła” została wycięta z masywnej i grubej muszli małży z rodzaju Tridacna, żyjącej wzdłuż płytkich przybrzeżnych wód w rejonie Indo-Pacyfiku, której średnica dochodzi do 110 cm[61]. Fałszywa monstrualna perła ważyła 34 kilogramy, mierzyła 67 cm długości i 30 cm szerokości. Została wystawiona w ratuszu w Puerto Princesa jako atrakcja turystyczna[60]. W obiegu znajdują się inne egzemplarze gigantycznych fałszywych pereł[61].

Słynne perły i wyroby jubilerskie z pereł
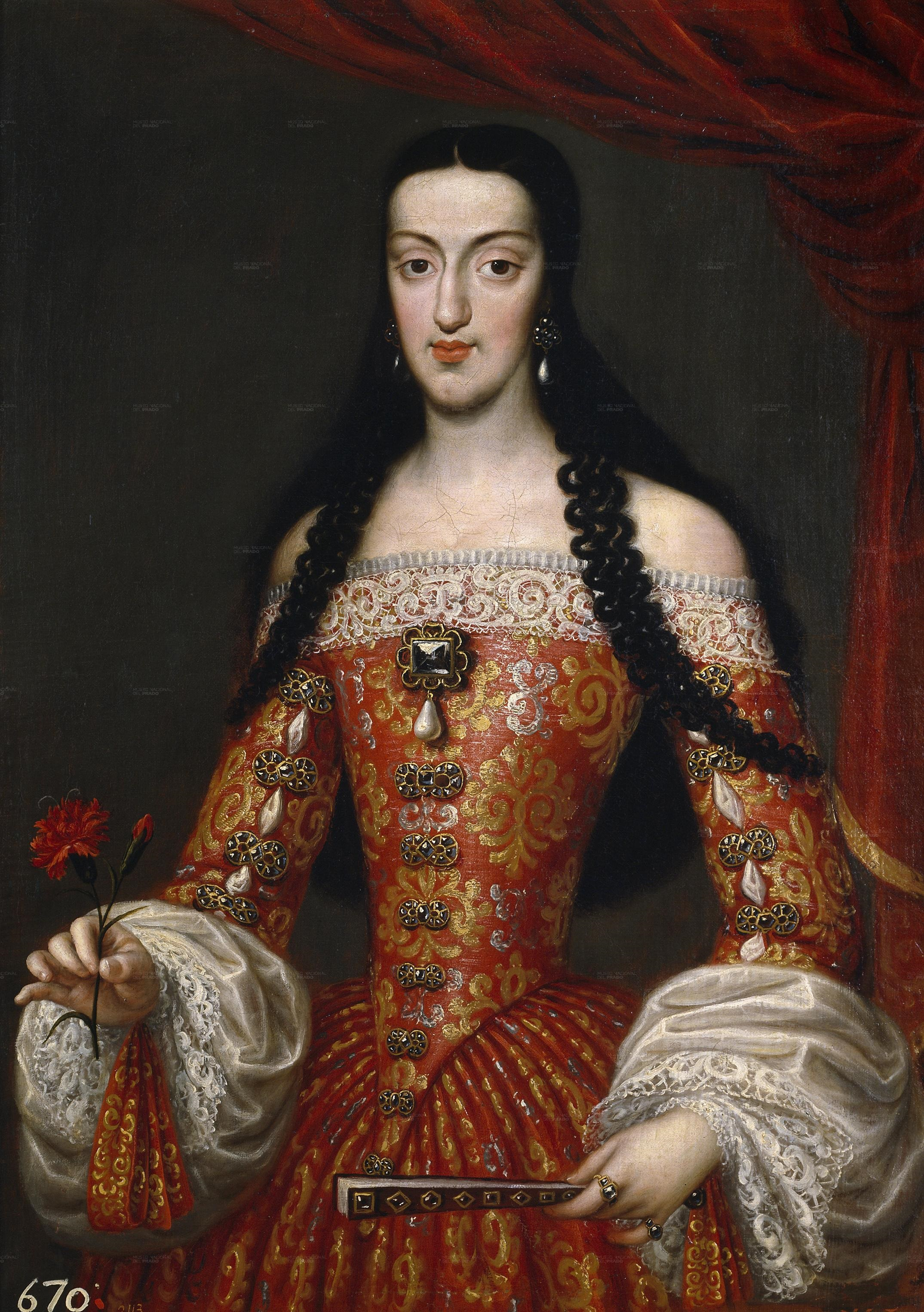
Królowa Hiszpanii Maria Ludwika z perłą Peregriną
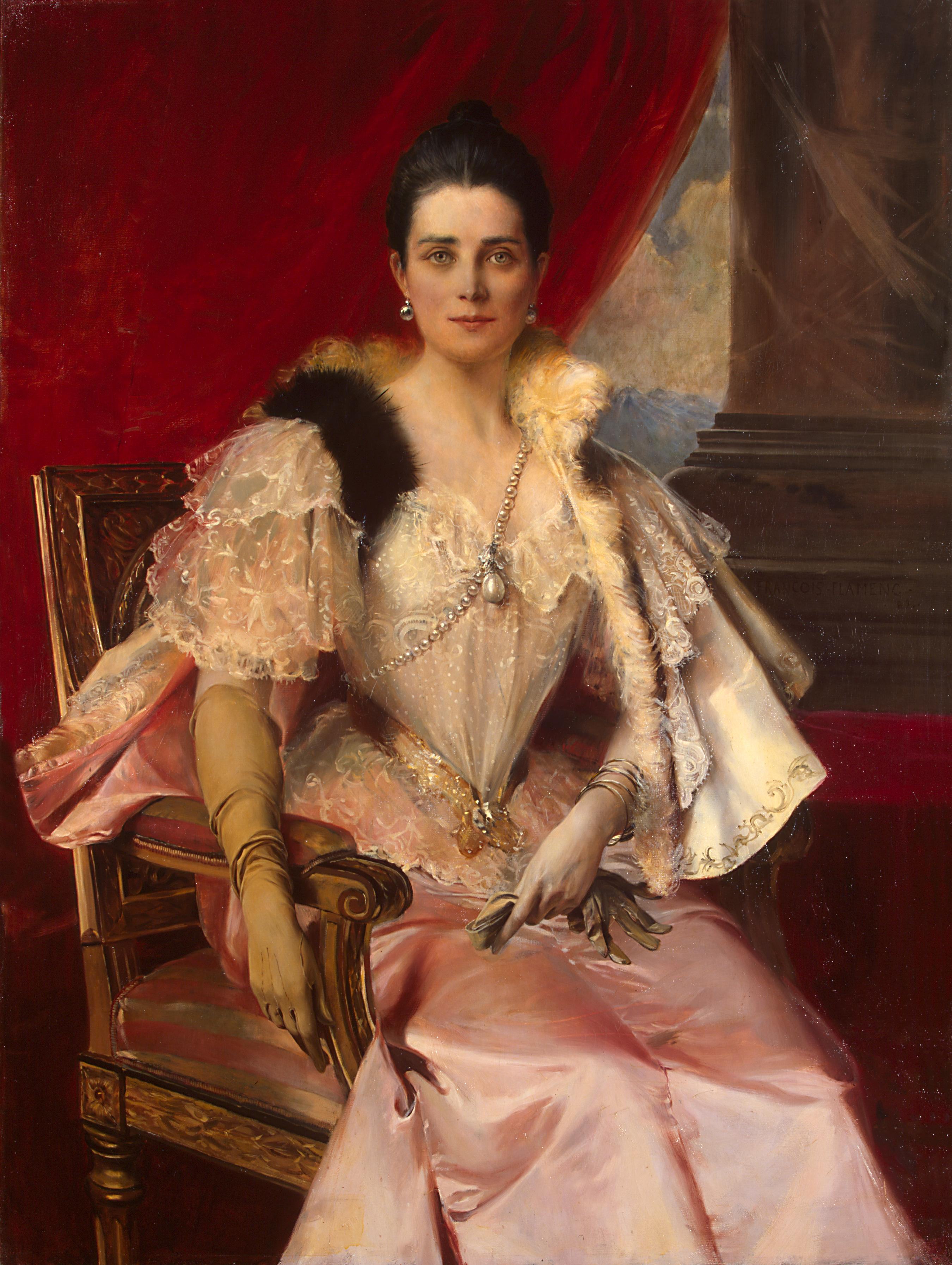
Zinaida Jusupowa, żona Feliksa Sumarokowa-Elstona, z perłą Pelegriną
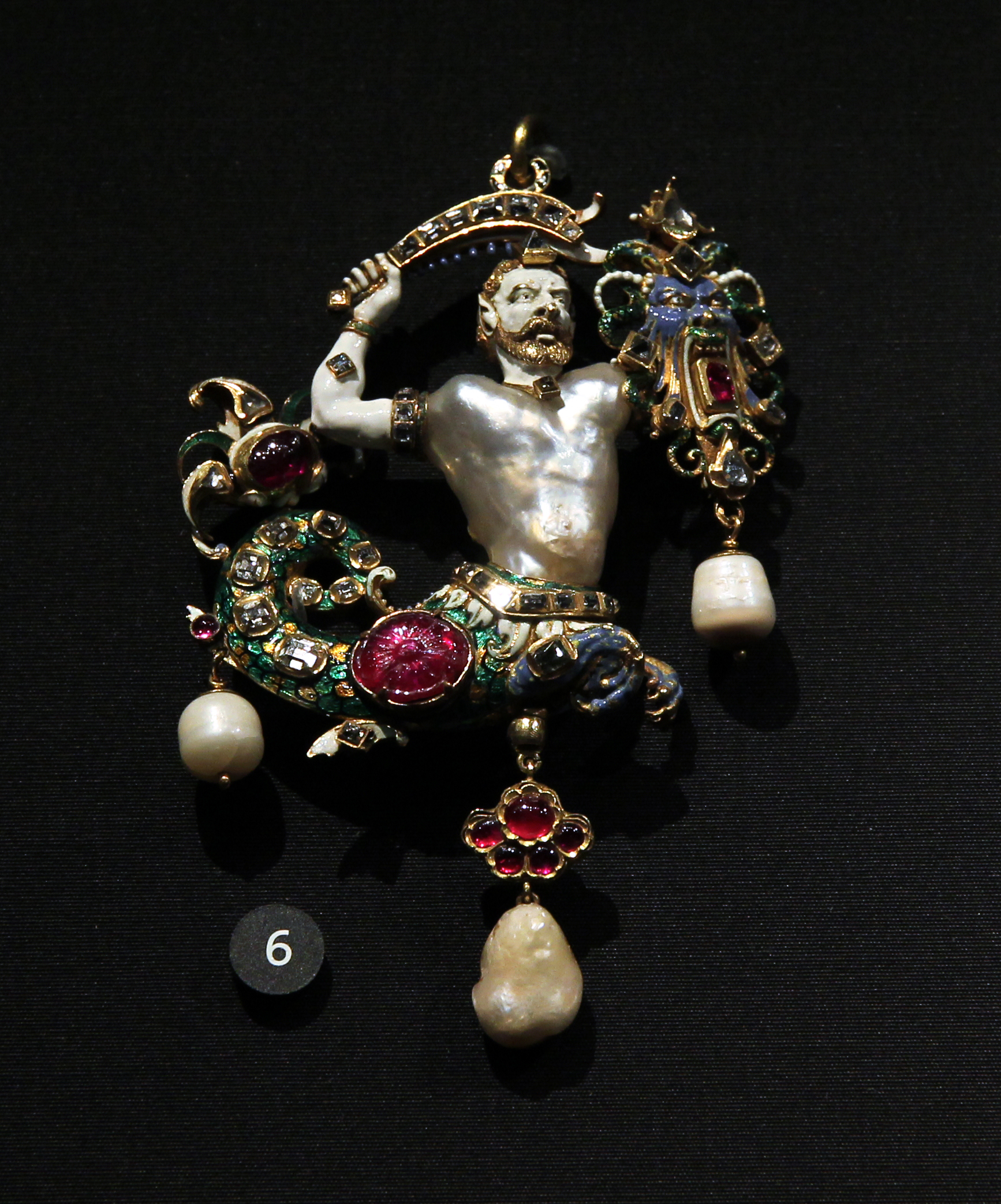
Klejnot Canninga
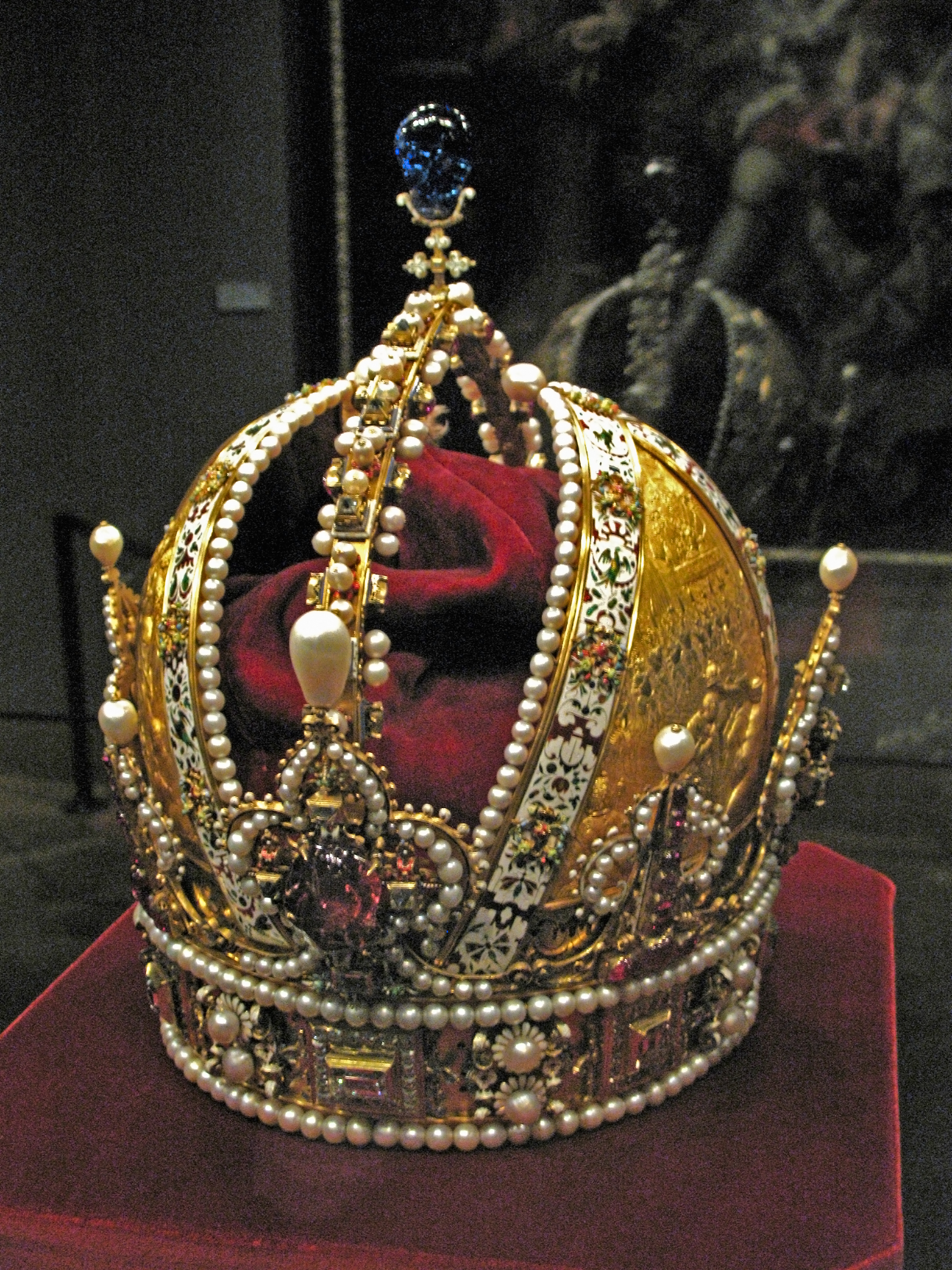
Korona Rudolfa II

## Odniesienia
Perły, z uwagi na swój uznawany za cud natury kulisty kształt, są symbolem piękna i doskonałości. Są uważane za oznakę elegancji i prestiżu. W niektórych kulturach mają także znaczenie duchowe. Według Koranu perła symbolizuje doskonałość, w chrześcijaństwie – czystość, w hinduizmie i buddyzmie – mądrość i duchowe oświecenie. W malarstwie perły były symbolem miłości i erotyki. Fascynacja człowieka perłami trwa od kilku tysięcy lat. W kontekście metaforyczno-symbolicznym są określane jako „krople rosy”, „rosa niebios”, „łzy bogów”, „boskie łzy”, „łzy bólu”, „łzy pięknych kobiet”, „łzy sierot i nieszczęśliwych”, „łzy tęsknoty” czy „królowe kamieni szlachetnych”. W języku polskim wyraz perła oznacza nie tylko wytwór małża, ale także ma inne znaczenia. Perłą nazywana jest osoba wyróżniająca się wyjątkowymi zaletami, które sprawiają, że jest w stanie realizować określone zadania o wiele lepiej od innych ludzi. Perła oznacza również wyjątkową rzecz, wyróżniająca się w danym aspekcie swoją wartością.

### Malarstwo
- Ważąca perły – obraz Johannesa Vermeera ok. 1660
- Dziewczyna z perłą – obraz Johannesa Vermeera ok. 1665–1666

### Literatura

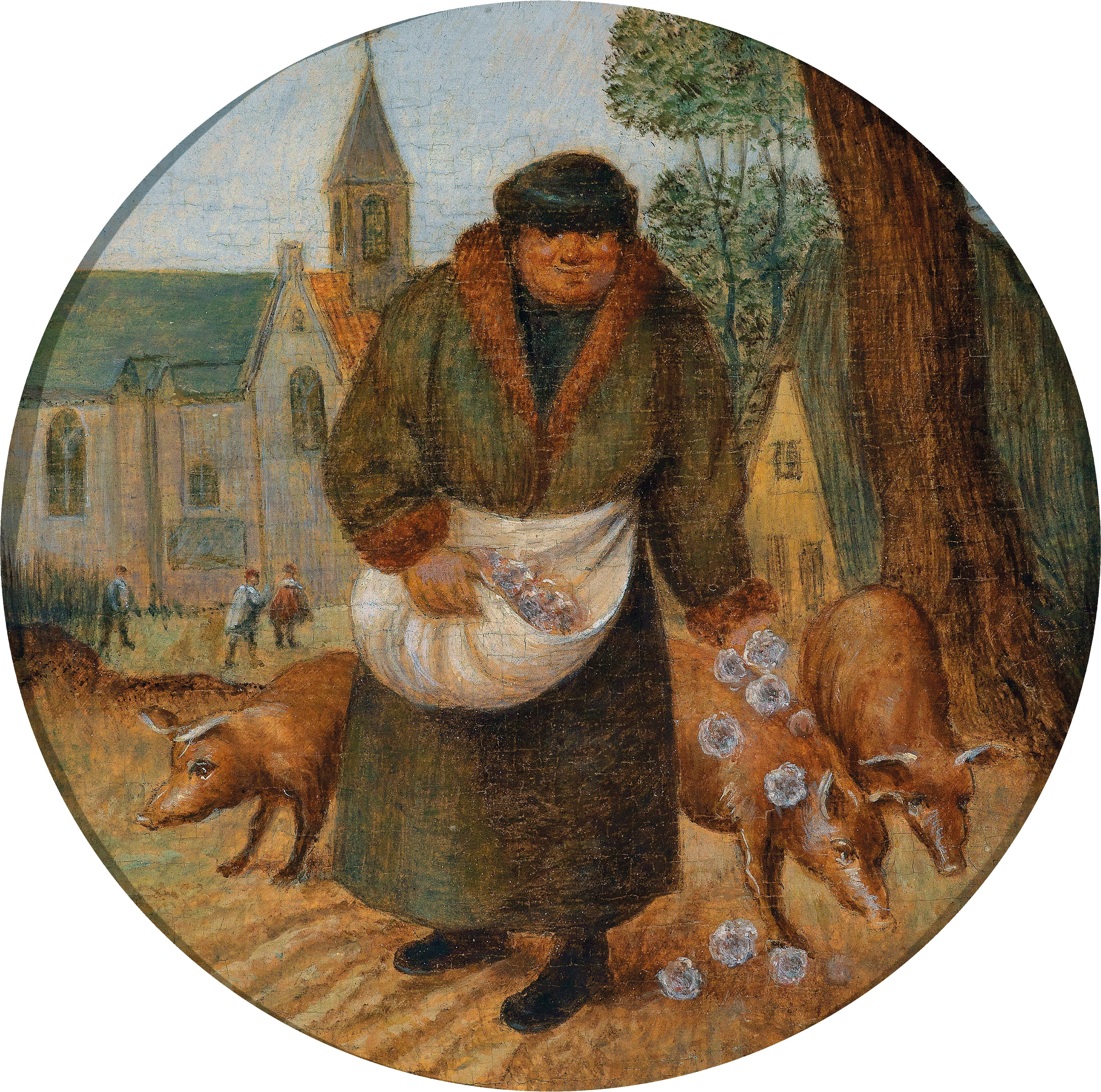
Malarskie przedstawienie związku frazeologicznego „Nie rzucajcie pereł przed wieprze”, Pieter Brueghel (młodszy)

- Perła – średniowieczny angielski poemat religijny
- Ostatnia perła – baśń Hansa Christiana Andersena
- The Pearl (Perła) – nowela Johna Steinbecka o meksykańskim poławiaczu pereł
- Zielona perła – powieść fantasy Jacka Vance’a

### Muzyka
- The Pearl – Janis Joplin

### Frazeologizmy
Na stałe do języka polskiego weszło wywodzące się z Ewangelii św. Mateusza (VII. 6) wyrażenie: (Nolite mittere) margaritas ante porcos, ostrzegające, aby „nie rzucać pereł przed wieprze”, czyli nie mówić ciemnym ludziom o sprawach, których nie rozumieją, ani nie dawać im cennych przedmiotów, na których wartości nie są w stanie się poznać. Innym spotykanym w języku polskim związkiem frazeologicznym z wyrazem perła jest wyrażenie „perła w koronie” na określenie niezwykle ważnej i wyjątkowej pod jakimś kątem osoby lub rzeczy.